# Quỳnh Phú, Nghệ An
Quỳnh Phú là một xã thuộc tỉnh Nghệ An, Việt Nam. Xã được hình thành trên cơ sở sáp nhập các xã An Hòa, Phú Nghĩa, Thuận Long và Văn Hải của huyện Quỳnh Lưu trong đợt Sáp nhập tỉnh thành Việt Nam 2025.

## Địa lý
Xã Quỳnh Phú có vị trí địa lý:
- Phía Đông giáp Biển Đông;
- Phía Nam giáp Biển Đông;
- Phía Tây giáp xã Quỳnh Lưu và xã Hải Châu;
- Phía Bắc giáp xã Quỳnh Anh.

Xã Quỳnh Phú có diện tích tự nhiên 33,48 km².

## Hành chính và tên gọi
Xã Quỳnh Phú được thành lập theo Nghị quyết số 1678/NQ-UBTVQH15 của Ủy ban Thường vụ Quốc hội Việt Nam, ban hành ngày 16 tháng 6 năm 2025. Theo đó, sắp xếp toàn bộ diện tích tự nhiên, quy mô dân số của các xã An Hòa, Phú Nghĩa, Thuận Long và Văn Hải thuộc huyện Quỳnh Lưu trước đây thành một xã mới có tên gọi là xã Quỳnh Phú.
Trước đó, theo Đề án sắp xếp đơn vị hành chính cấp xã tỉnh Nghệ An, xã này là xã Quỳnh Lưu 5.
Sau sắp xếp xã có diện tích tự nhiên: 33,48 km², quy mô dân số: 72.062 người.